# Esta mujer es mía
Esta mujer es mía era una telenovela argentina producida y dirigida para Canal 13 (hoy eltrece) en 1971. Fue protagonizada por Gabriela Gili y Sebastián Vilar, coprotagonizada por Germán Kraus. Además contó con las participaciones estelares de Pedro Aleandro, Anita Almada y Alba Mujica.

## Argumento
Liliana (Gabriela Gili) y Alejandro (Sebastián Vilar) conforman una feliz pareja se ve amenazada por la llegada de Esteban (Germán Kraus), un muchacho que hará todo por recuperar el amor de la que fue su mujer.

## Elenco
- Gabriela Gili - Liliana
- Sebastián Vilar - Alejandro
- Germán Kraus - Esteban
- Pedro Aleandro - Emilio
- Anita Almada - Inés
- Alba Mujica - Pina
- Ricardo Bouzas - Pablo
- Jorge Butrón - Dr. Montes
- Deni de Biaggi - Nino
- Héctor Gióvine - Aníbal
- Tina Helba - Clara
- Beatriz Iribar - Beatriz
- Débora Kors - Margarita
- Roxana Piazza - María

## Equipo de producción
- Historia: Alma Bressan
- Asesor de vestuario: Guillermo Blanco
- Escenografía: Seijas
- Iluminación: Francisco Palau
- Dirección: Roberto Denis y María Inés Andrés
- Productor: Jacinto Pérez Heredia